# Летовица
Летовица је насеље у Србији у општини Бујановац у Пчињском округу. Према попису из 2022. било је 1345 становника.

## Демографија
У насељу Летовица живи 694 пунолетна становника, а просечна старост становништва износи 29,1 година (27,7 код мушкараца и 30,5 код жена). У насељу има 192 домаћинства, а просечан број чланова по домаћинству је 5,86.
Ово насеље је великим делом насељено Албанцима (према попису из 2002. године).
|  |

| Демографија | Демографија | Демографија |
| Година      | Становника  | Становника  |
| ----------- | ----------- | ----------- |
| 1948.       | 984         |             |
| 1953.       | 946         |             |
| 1961.       | 1.072       |             |
| 1971.       | 1.074       |             |
| 1981.       | 1.047       |             |
| 1991.       | 902         | 814         |
| 2002.       | 1.126       | 1.544       |
| 2022.       | 1.345       |             |

| Етнички састав према попису из 2002.‍ | Етнички састав према попису из 2002.‍ | Етнички састав према попису из 2002.‍ | Етнички састав према попису из 2002.‍ | Етнички састав према попису из 2002.‍ |
| ------------------------------------ | ------------------------------------ | ------------------------------------ | ------------------------------------ | ------------------------------------ |
|                                      |                                      |                                      |                                      |                                      |
| Албанци                              | Албанци                              |                                      | 1.115                                | 99,02%                               |
| непознато                            | непознато                            |                                      | 10                                   | 0,88%                                |

| Година пописа     | 1948. | 1953. | 1961. | 1971. | 1981. | 1991. | 2002. |
| ----------------- | ----- | ----- | ----- | ----- | ----- | ----- | ----- |
| Број домаћинстава | 150   | 142   | 177   | 176   | 155   | 162   | 192   |

| Број чланова      | 1 | 2  | 3  | 4  | 5  | 6  | 7  | 8  | 9 | 10 и више | Просек |
| ----------------- | - | -- | -- | -- | -- | -- | -- | -- | - | --------- | ------ |
| Број домаћинстава | 3 | 11 | 15 | 34 | 35 | 27 | 23 | 21 | 8 | 15        | 5,86   |

| Пол    | Укупно | Неожењен/Неудата | Ожењен/Удата | Удовац/Удовица | Разведен/Разведена | Непознато |
| ------ | ------ | ---------------- | ------------ | -------------- | ------------------ | --------- |
| Мушки  | 358    | 103              | 237          | 15             | 0                  | 3         |
| Женски | 390    | 93               | 263          | 32             | 1                  | 1         |
| УКУПНО | 748    | 196              | 500          | 47             | 1                  | 4         |

| Пол    | Укупно                    | Пољопривреда, лов и шумарство | Рибарство                            | Вађење руде и камена | Прерађивачка индустрија       |
| ------ | ------------------------- | ----------------------------- | ------------------------------------ | -------------------- | ----------------------------- |
| Мушки  | 129                       | 64                            | 0                                    | 0                    | 9                             |
| Женски | 78                        | 71                            | 0                                    | 0                    | 1                             |
| УКУПНО | 207                       | 135                           | 0                                    | 0                    | 10                            |
| Пол    | Производња и снабдевање   | Грађевинарство                | Трговина                             | Хотели и ресторани   | Саобраћај, складиштење и везе |
| Мушки  | 0                         | 3                             | 7                                    | 1                    | 7                             |
| Женски | 0                         | 0                             | 0                                    | 0                    | 0                             |
| УКУПНО | 0                         | 3                             | 7                                    | 1                    | 7                             |
| Пол    | Финансијско посредовање   | Некретнине                    | Државна управа и одбрана             | Образовање           | Здравствени и социјални рад   |
| Мушки  | 0                         | 2                             | 3                                    | 9                    | 6                             |
| Женски | 0                         | 0                             | 0                                    | 4                    | 2                             |
| УКУПНО | 0                         | 2                             | 3                                    | 13                   | 8                             |
| Пол    | Остале услужне активности | Приватна домаћинства          | Екстериторијалне организације и тела | Непознато            | Непознато                     |
| Мушки  | 1                         | 0                             | 0                                    | 17                   | 17                            |
| Женски | 0                         | 0                             | 0                                    | 0                    | 0                             |
| УКУПНО | 1                         | 0                             | 0                                    | 17                   | 17                            |